# Associação Gótica

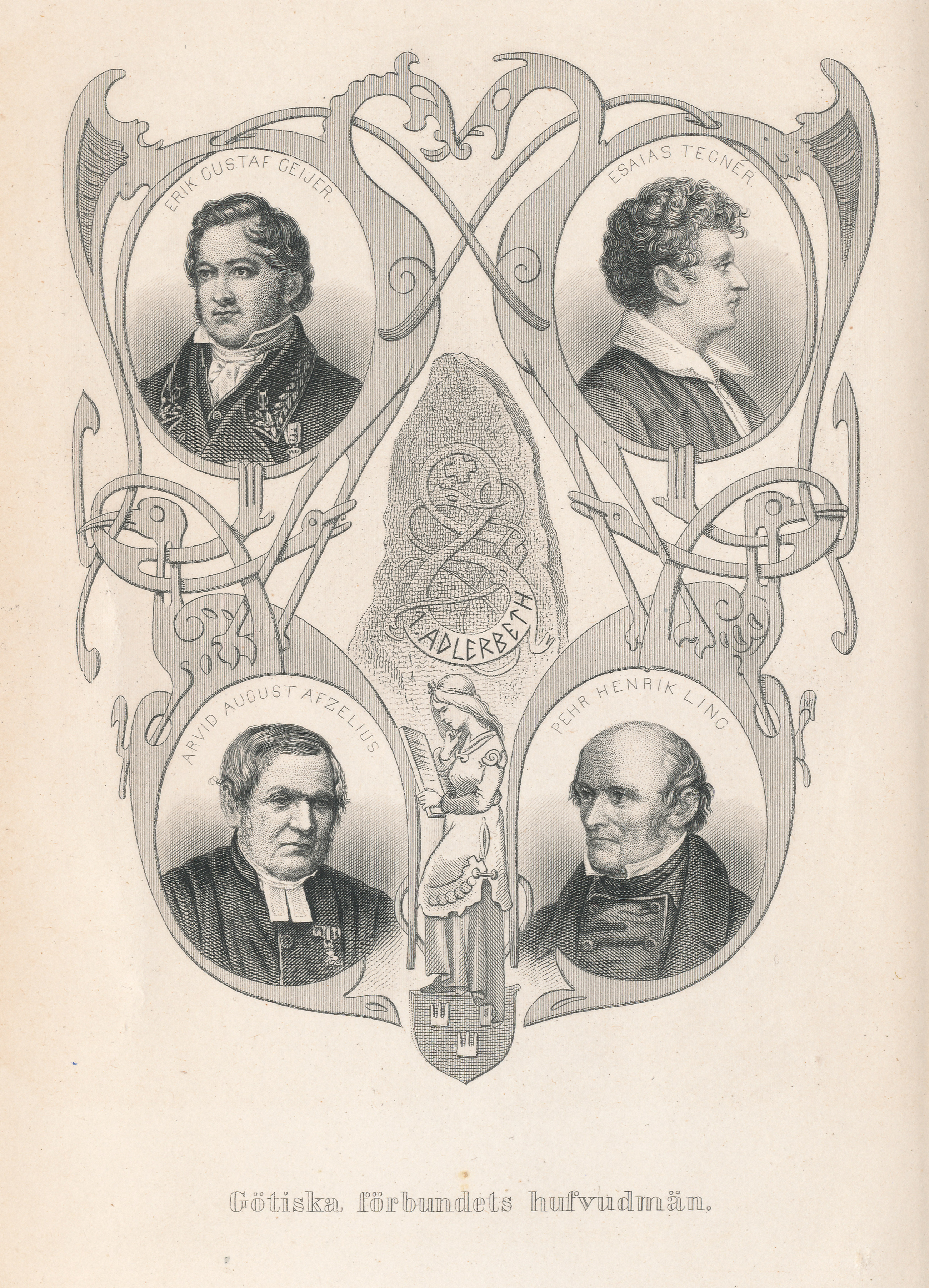
As grandes figuras da Associação Gótica

A Associação Gótica (em sueco Götiska förbundet) foi uma sociedade patriótica, imbuída do espírito romântico, fundada em 1811 em Estocolmo por um grupo de poetas e escritores suecos, e contando com cerca de 100 associados. Tinha como objetivo reanimar a Suécia, após a perda traumática da Finlândia para a Rússia, em 1809. Tal como para Olof Rudbeck, na era do Império Sueco, e para o movimento goticista, o ”passado glorioso nórdico” e o ”espírito destemido gótico” eram o pilar fundamental desta associação, embora o mito dos Godos — central e agregador — tivesse cedido lugar ao entusiasmo pelos Vikings da Escandinávia e os Germanos da Alemanha. Teve como destacados membros e impulsionadores os escritores Esaias Tegnér e Erik Gustaf Geijer. O próprio Geijer dirigiu a publicação da revista Iduna, tendo aí incluído alguns poemas seus de exaltação goticista, famosos até aos nossos dias.
A agremiação esmoreceu sucessivamente a partir de 1820, e foi finalmente dissolvida em 1844.

## Associação Gótica

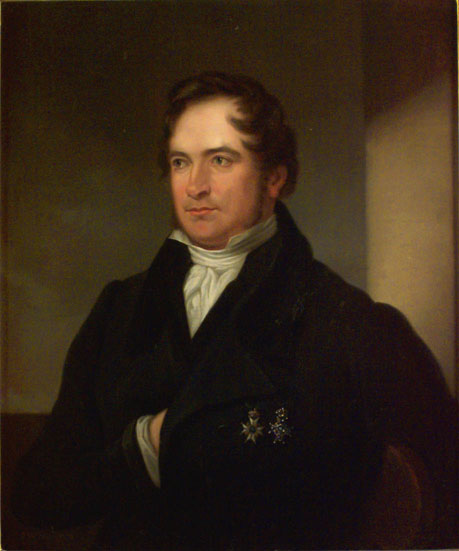
Erik Gustaf Geijer
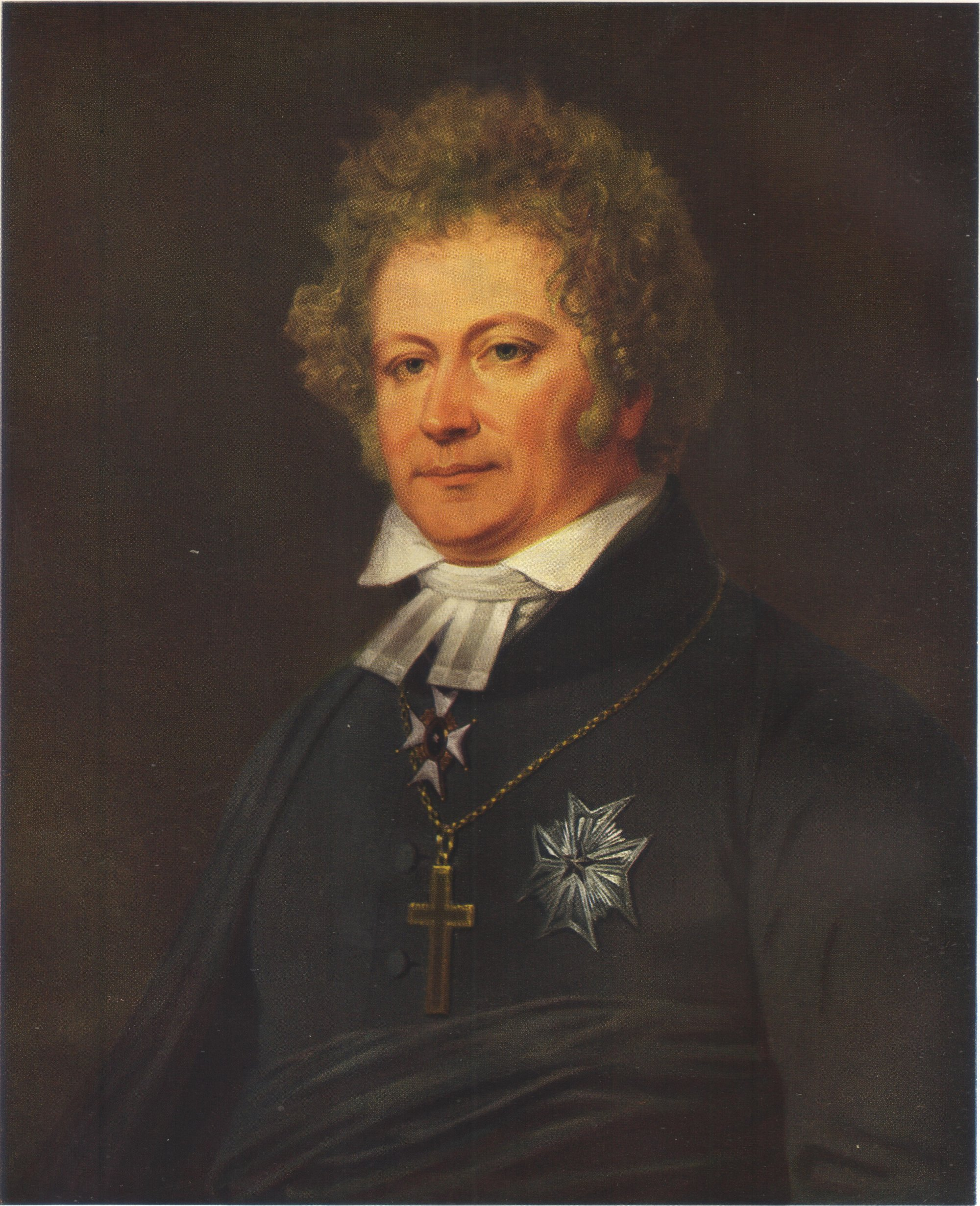
Esaias Tegnér
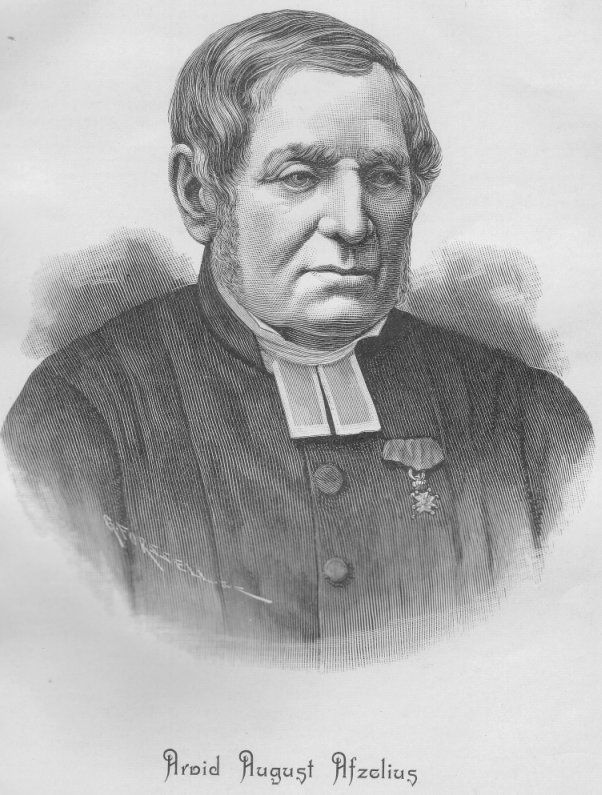
Arvid August Afzelius
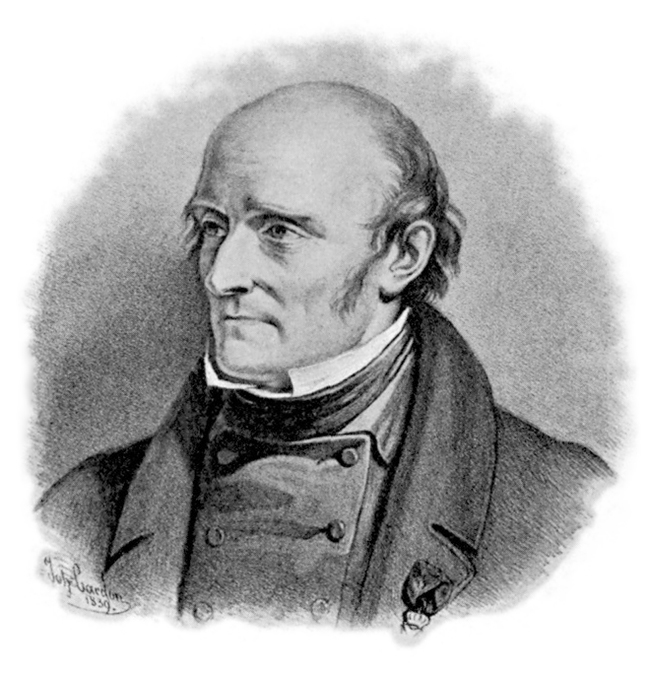
Pehr Henrik Ling